# Tunnel du lac Tai
Le tunnel du lac Tai est un tunnel routier de Chine situé à Wuxi, à l'ouest de Shanghai. Il franchit sur 10,79 kilomètres l'extrémité nord du lac Tai.
L'ouvrage est construit de 2018 à 2022.